# Ipomoea violacea
Ipomoea violacea és una espècie de planta coneguda vulgarment com a meravelles. Pertany a la família de les convolvulàcies i és originària d'Amèrica central i del Nord (en especial, de Mèxic). S'ha naturalitzat en tots els països tropicals. Ha estat introduïda a Europa com a ornamental.

## Morfologia
Planta herbàcia perenne, encara que conreada com a anual, grimpadora fins als 4 metres d'alçada, de creixement ràpid, amb tiges gràcils, fines, volubles, ramoses a la part superior, semillenyoses a la base. Té les fulles ovals (amb dos lòbuls) o cordiformes, de 7-16 cm de llarg, alternes, verdes. Totes les parts contenen un làtex blanc enganxós. Pedicels glabres o amb fina pilositat.
Flors grans de 4-6 cm d'ample, vistoses, infundibiliformes, de simetria radial, en forma de campaneta, en carrassos pedunculats que parteixen de les axil·les dels fulls, d'1-4 elements; corol·la inicialment de color blanc durant la prefloració -que és contorta-, després blava o porpra, amb la part estreta de color blanc, amb marges escariosos (d'aparença membranosa o seca). 5 sèpals lliures persistents, amb àpexs aguts o acuminats. Un estil més llarg que els estams, acabat en 2 estigmes globosos. Ovari súper. 5 estams soldats a la corol·la, no en sobresurten.
Fruit en càpsula dehiscent, amb 4 valves per a alliberar les seves 4 llavors. Aquestes són ovalades, amb dues cares planes i una de convexa, de color negre.

## Etnobotànica
La seva primera menció data de 1651, dels escrits de Francisco Hernández, el metge personal del rei d'Espanya, que va passar diversos anys a Mèxic estudiant les plantes medicinals que utilitzaven els indígenes. En la seva Història general de les coses a la Nova Espanya, Sahagún descriu: «Hi ha una planta, que en diuen coatl xoxouhqui ('serp verda'). Dona un gra que porta el nom d'ololiuqui ('cosa rodona'). Embriaga i torna boig... és medicinal».
Existeixen moltes varietats d'aquesta espècie, però només algunes en són psicoactives. Constitueixen un dels principals al·lucinògens sagrats de xinatecs, mixteques, mazatecs, zapotecs i d'altres grups indígenes d'Oaxaca. El ritual modern realitzat amb llavors d'Ipomoea purpurea incorpora molts elements cristians -els noms de llavors de la verge o llavors del mantell de Maria així ho mostra-, com són invocacions als sants i oracions, barrejades amb creences i ritus pagans.
Els indígenes de Mèxic utilitzaven -i ho continuen fent- aquesta espècie, igual com una altra d'efectes similars, la Rivea corimbosa, a fi de sentir els seus efectes al·lucinògens que, segons ells, provoquen grans poders endevinatoris, curatius i religiosos.
Generalment, el procés és el següent:
- Moldre les llavors fins a aconseguir una pols molt fina. De fet, si les llavors s'ingereixen senceres no tenen efecte tòxic, fins i tot si es parteixen.
- Tirar la pols en una mica d'aigua o qualsevol licor. Cal assenyalar que aquest procés ha de ser fred, ja que la calor en destrueix els principis actius (alcaloides).
- Mantenir en remull tota la nit, filtrar bé el líquid amb un drap, i beure'l (Wasson, 1964; Otero, 2001).
Aquesta espècie creix en terrenys assolellats però amb abundant aigua, ben drenats. Abans de sembrar, s'han de deixar les llavors en remull en aigua tèbia durant dues hores. Floreixen als dos mesos. S'han d'enterrar a una profunditat d'1 cm aproximadament, i separades entre si almenys 12 cm.

## Farmacognòsia
Dins d'aquesta família destaca, des d'un punt de vista taxonòmic, la presència d'alcaloides com els de la banya del sègol. Aquest es considera un fet aïllat dins de les plantes superiors. Com la resta d'espècies de convolvuàcies, pot sintetitzar alcaloides tropànics, pirrolizidínics, isoquinoplínics i ergolínics (Máñez & Giner, 2005).
Taula comparativa d'alcaloides en les llavors de Rivea corymbosa i Ipomoea violacea (en percentatges) (Hofmann, 1964; Dr. Duke's Phytochemical i Ethnobotanical Databases, vegeu enllaços internet)
| Alcaloides                                | Rivea corymbosa (ololiuqui, badoh) | Ipomoea violacea (badoh negre) |
| Amida de l'àcid d-lisèrgic (ergina)       | 0,0065                             | 0,035                          |
| Amida de l'àcid d-isolisèrgic (isoergina) | 0,0020                             | 0,005                          |
| Xhanoclavina                              | 0,0005                             | 0,005                          |
| Elimoclavina                              | 0,0005                             | 0,005                          |
| Lisergol                                  | 0,0005                             | ....                           |
| Ergometrina                               | ....                               | 0,005                          |
| Alcaloides totals                         | 0,012                              | 0,06                           |

Aquests alcaloides s'han identificat i separat de les fulles d'Ipomoea violacea per cromatografia de capa fina i amb tècniques d'espectrometria de masses .
També han estat purificats a partir de les llavors de la planta, mitjançant cristal·lització fraccionada, cromatografia de columna d'òxid d'alumini o de capa fina amb òxid d'alumini i sílica gel (Hofmann, 1964).

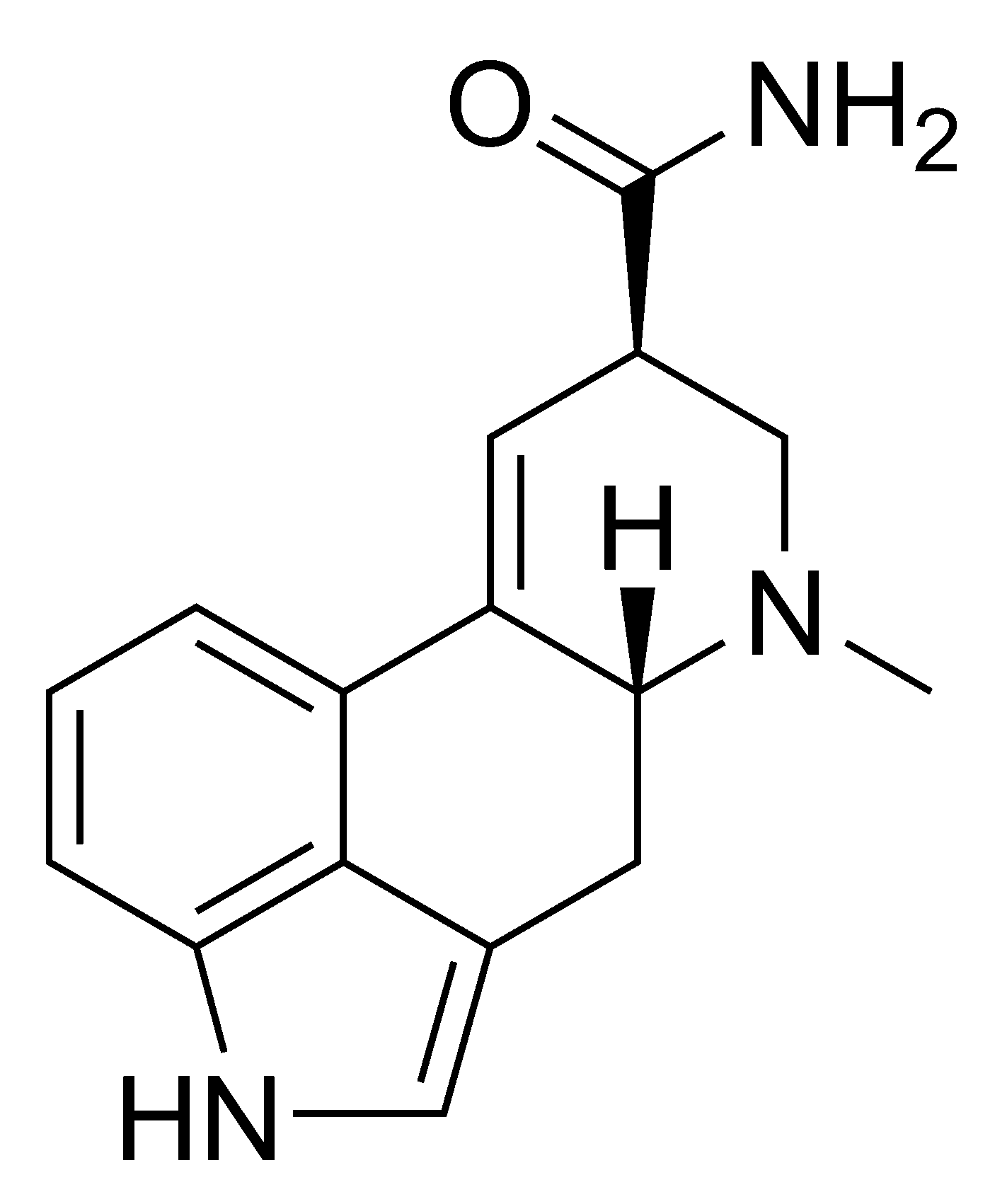
Amida de l'àcid d-lisèrgic(Ergina)
Lisergol
Ergometrina

El component principal de la barreja d'alcaloides és l'amidol de l'àcid lisèrgic (ergina), obtingut per hidròlisi alcalina d'alcaloides ergòtics. La riquesa en alcaloides, entre els quals també hi ha certes clavines (com l'elimoclavina i el lisergol), oscil·len entre un 0,01 i un 0,06%.
Els alcaloides són termolàbils: escalfats a 121 °C perden un 25-40% d'activitat.
Varietats neurotòxiques de l'Ipomoea violacea, com la Pearly Gates, no sols tenen major concentració d'alcaloides, sinó que fins i tot a dosis menors d'aquests resulten tan tòxiques com les espècies no tan actives. Els seus efectes són bastant similars a l'LSD pur.

## Activitat clínica i farmacològica
Els problemes més destacats són d'índole neurològic. Principalment es consumeixen les llavors, d'efectes al·lucinògens. Aquests depenen de la dosi: el consum de 20-50 llavors es consideren una dosi baixa, 100 a 150 mitjana, i 200 a 500 alta, i poden donar efectes realment indesitjables, fins i tot es pot arribar a temptatives de suïcidi (Burrows, 2001).
La intoxicació aguda causa excitació central i disfunció motriu.
L'efecte al·lucinogen de les lisergamides, inclosa la N,N-dietil-lisergamida o LSD, semisintètica, sembla que està associat a l'agonisme parcial del receptor 5-HT{\displaystyle _{2A}} (receptor de la serotonina, que s'expressa de forma molt abundant en les neurones piramidals i GABAèrgiques) i, indirectament, a l'estimulació de neurones glutaminèrgiques (Máñez & Giner, 2005).
S'han descrit episodis al·lucinatoris, de pànic, incoherència en la parla, sensació de mans i peus freds, nàusees, ganes de riure o plorar i olor forta corporal.
Encara que dins del gènere hi ha espècies que poden produir efectes tòxics en el tracte digestiu, donant quadres de diarrea bàsicament, en el cas d'Ipomoea violacea no s'han descrit problemes sobre això.
L'ergometrina s'usa com a agent uterotònic i hemostàtic. De fet, l'ergometrina produeix contraccions més ràpides que l'oxitocina.
Es pot extremar les precaucions davant de la possibilitat de confusió o adulteració amb altres espècies del gènere, que són potencialment molt tòxiques. Encara que no es coneixen casos d'intoxicació mortal, se'n pot evitar el consum en els casos d'afeccions hepàtiques.

## Imatges

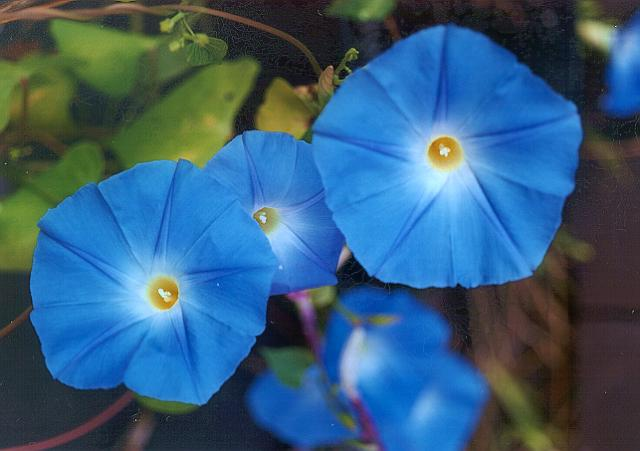
Flors
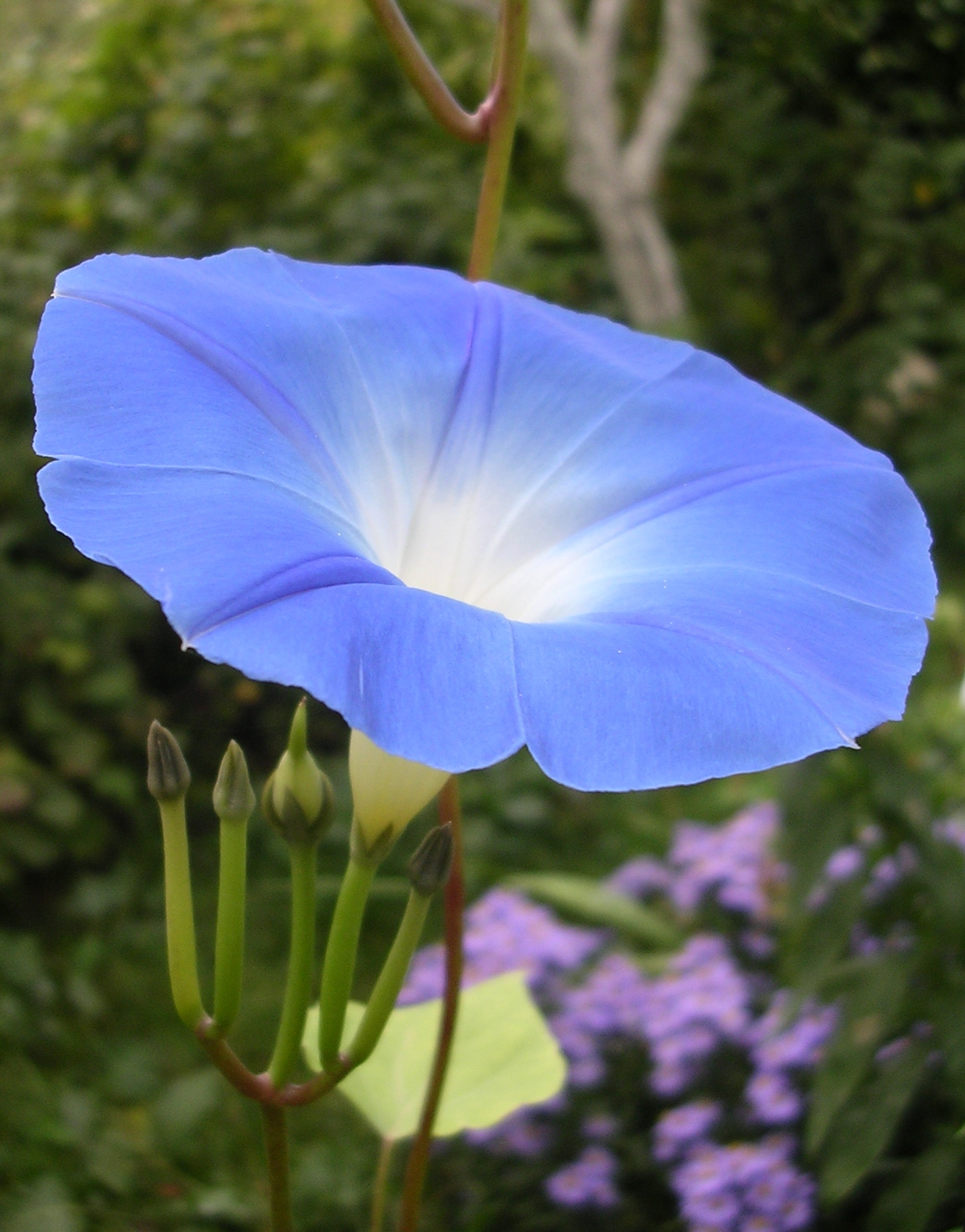
Detall de flor